# Barbacoa d'amics
Barbacoa d'amics (originalment en francès, Barbecue) és una pel·lícula de comèdia francesa del 2014 dirigida per Éric Lavaine. Es va doblar al català.

## Argument
El dia del seu 50è aniversari, l'Antoine Chavalier pateix un infart de miocardi però sobreviu. A partir d'aleshores decideix canviar de plans i aprofitar al màxim la resta dels dies, ja que fins al moment havia dut una vida tenint cura de la salut, la família i les amistats.

## Repartiment
- Lambert Wilson com a Antoine Chevalier
- Franck Dubosc com a Baptiste
- Florence Foresti com a Olivia
- Guillaume de Tonquédec com a Yves
- Lionel Abelanski com a Laurent
- Jérôme Commandeur com a Jean-Mich
- Sophie Duez com a Véronique Chevalier
- Lysiane Meis com a Laure
- Valérie Crouzet com a Nathalie
- Lucas Lavaine com a Guillaume
- Corentin Lavaine com a Hugo
- Stéphane De Groodt com a Alexandre
- Philippe Laudenbach com a Jean Chevalier